# لاپلند (فنلاند)
لاپلاند (فنلاندی: Lappi; سامی شمالی: Lappi; سوئدی: Lappland) بزرگترین و شمالی‌ترین منطقه از منطقه‌های فنلاند است. این منطقه با خلیج بوتنی, استان نوربوتن در سوئد, فینمارک و ترومز در نروژ, و استان مورمانسک در روسیه مرز دارد.